# Frank Johnston (artista)
Frank Johnston (19 de junho de 1888 - 19 de julho de 1949) foi um artista canadense associado com o Grupo dos Sete.